# Villarmuerto
Villarmuerto es un municipio y localidad española de la provincia de Salamanca, en la comunidad autónoma de Castilla y León. Se integra dentro de la comarca de Vitigudino y la subcomarca de la Tierra de Vitigudino. Pertenece al partido judicial de Vitigudino.
Su término municipal está formado por las localidades de Villarmuerto y Villargordo, ocupa una superficie total de 38,81 km² y según los datos demográficos recogidos en el padrón municipal elaborado por el INE en el año 2024, cuenta con una población de 40 habitantes.

## Etimología
Su nombre deriva del término masculino villar, que significaría 'pueblo' en lengua leonesa, denominándose en el siglo XIII "Villarmorto".

## Historia
La fundación de Villarmuerto se remonta a la Edad Media, obedeciendo a las repoblaciones efectuadas por los reyes leoneses entre los siglos X y XII, cuando quedó encuadrada dentro del Alfoz de Ledesma, en el Reino de León. Con la creación de las actuales provincias en 1833, Villarmuerto quedó integrado en la provincia de Salamanca, dentro de la Región Leonesa, pasando a formar parte del partido judicial de Vitigudino en 1844.

## Demografía
Villarmuerto cuenta con una población de 40 habitantes (INE 2024).
| Gráfica de evolución demográfica de Villarmuerto entre 1842 y 2021 |
| |
| Población de derecho según los censos de población del INE Población de hecho según los censos de población del INEEntre el censo de 1857 y el anterior, crece el término del municipio porque incorpora a 375050 (Villargordo) |

Según el Instituto Nacional de Estadística, Villarmuerto tenía, a 31 de diciembre de 2018, una población total de 43 habitantes, de los cuales 28 eran hombres y 15 mujeres. Respecto al año 2000, el censo refleja 61 habitantes, de los cuales 35 eran hombres y 26 mujeres. Por lo tanto, la pérdida de población en el municipio para el periodo 2000-2018 ha sido de 18 habitantes, un 30 % de descenso.
El municipio se divide en dos núcleos de población. De los 43 habitantes que poseía el municipio en 2018, Villarmuerto contaba 24, de los cuales 14 eran hombres y 10 mujeres, y Villargordo con 19, de los cuales 14 eran hombres y 5 mujeres.

## Monumentos y lugares de interés

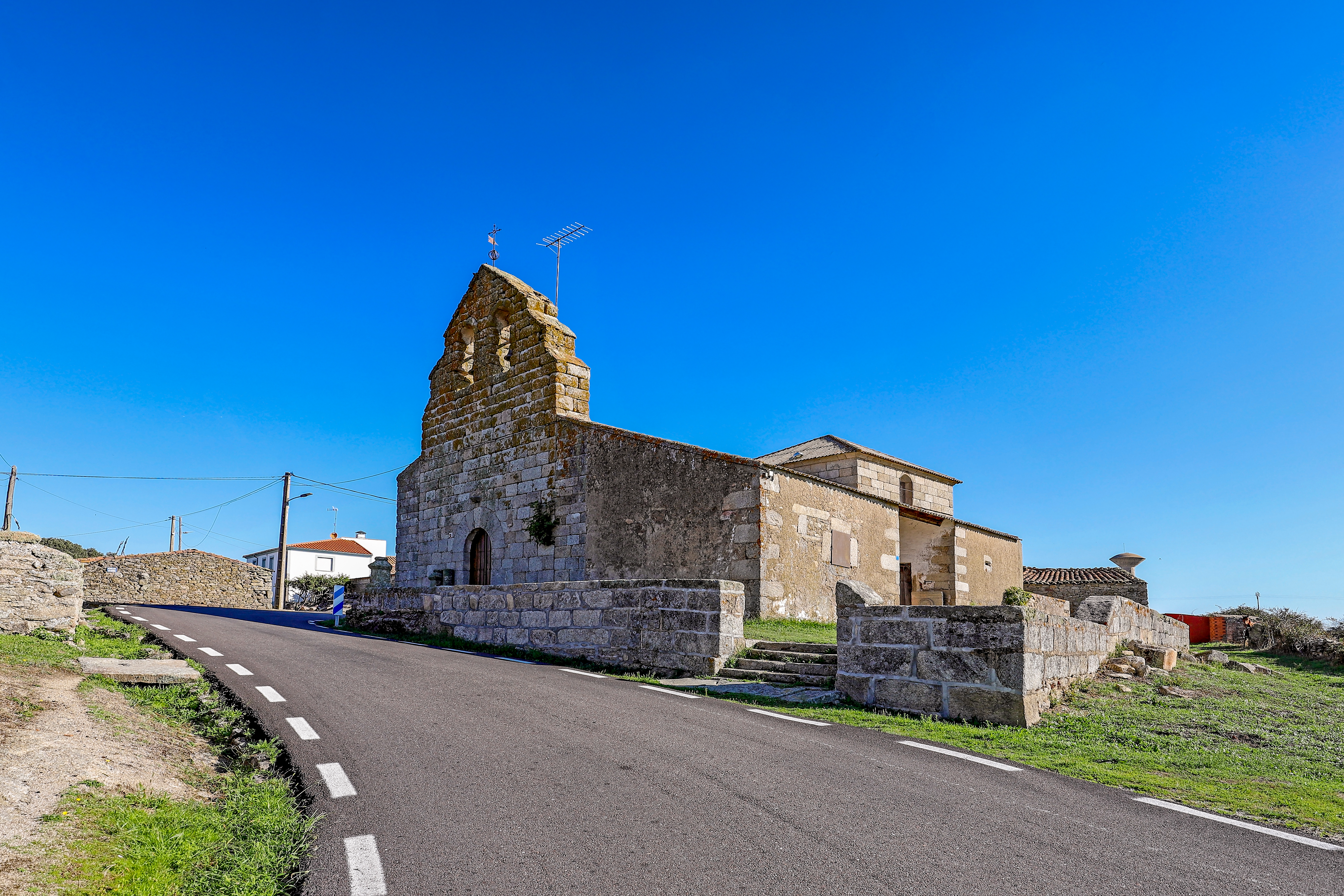
Portada de la iglesia parroquial de San Cipriano

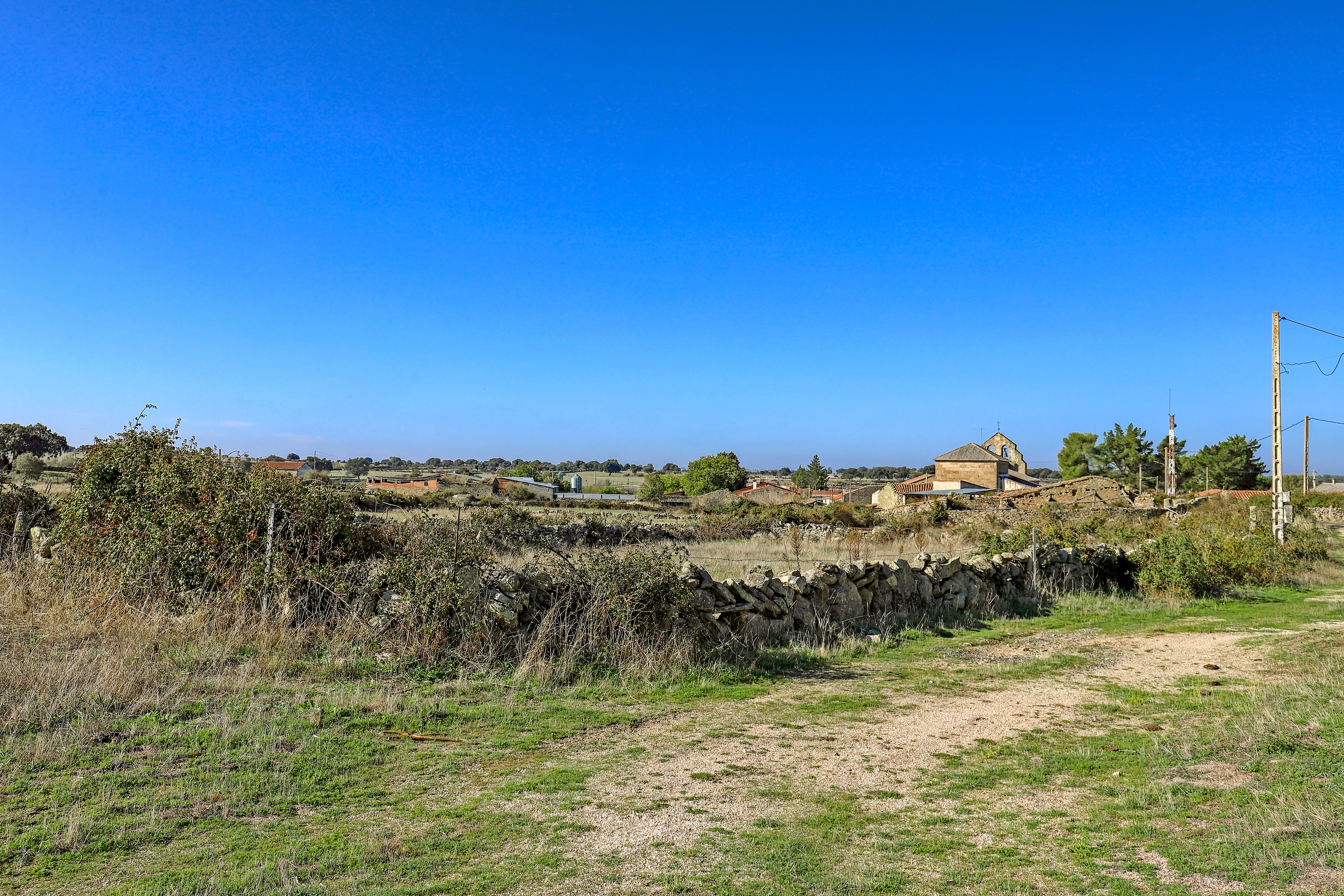
Panorámica desde el cementerio

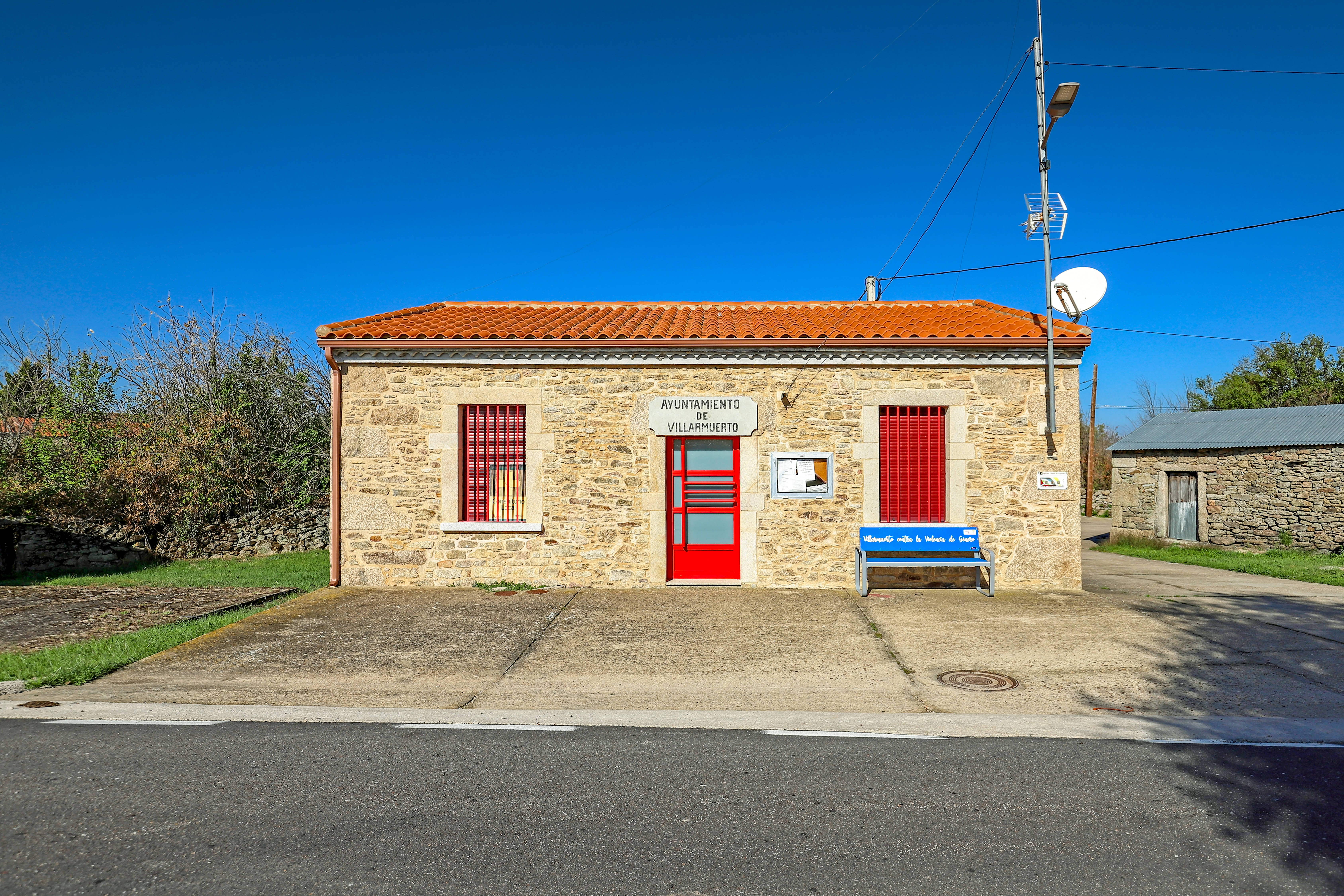
Ayuntamiento

- Iglesia parroquial de San Cipriano

## Administración y política
| Partido político                         | 2019  | 2019  | 2019       | 2015  | 2015  | 2015       | 2011  | 2011  | 2011       | 2007  | 2007  | 2007       | 2003  | 2003  | 2003       |
| Partido político                         | %     | Votos | Concejales | %     | Votos | Concejales | %     | Votos | Concejales | %     | Votos | Concejales | %     | Votos | Concejales |
| Partido Popular (PP)                     | 78,38 | 29    | 2          | 94,44 | 34    | 3          | 86,11 | 31    | 3          | 80,85 | 38    | 1          | 69,39 | 34    | 1          |
| Partido Socialista Obrero Español (PSOE) | 24,32 | 9     | 1          | —     | —     | —          | 5,56  | 2     | 0          | 14,89 | 7     | 0          | 30,61 | 15    | 0          |
| Unión del Pueblo Salmantino (UPSa)       | —     | —     | —          | —     | —     | —          | —     | —     | —          | 2,13  | 1     | 0          | —     | —     | —          |